# Gerhart Potthoff
Gerhart Karl Potthoff (* 9. Mai 1908 in Frankenthal (Sachsen); † 25. September 1989 in Dresden) war Verkehrswissenschaftler und Begründer der „Dresdner Schule zur Ausbildung von Transporttechnologen“.

## Leben

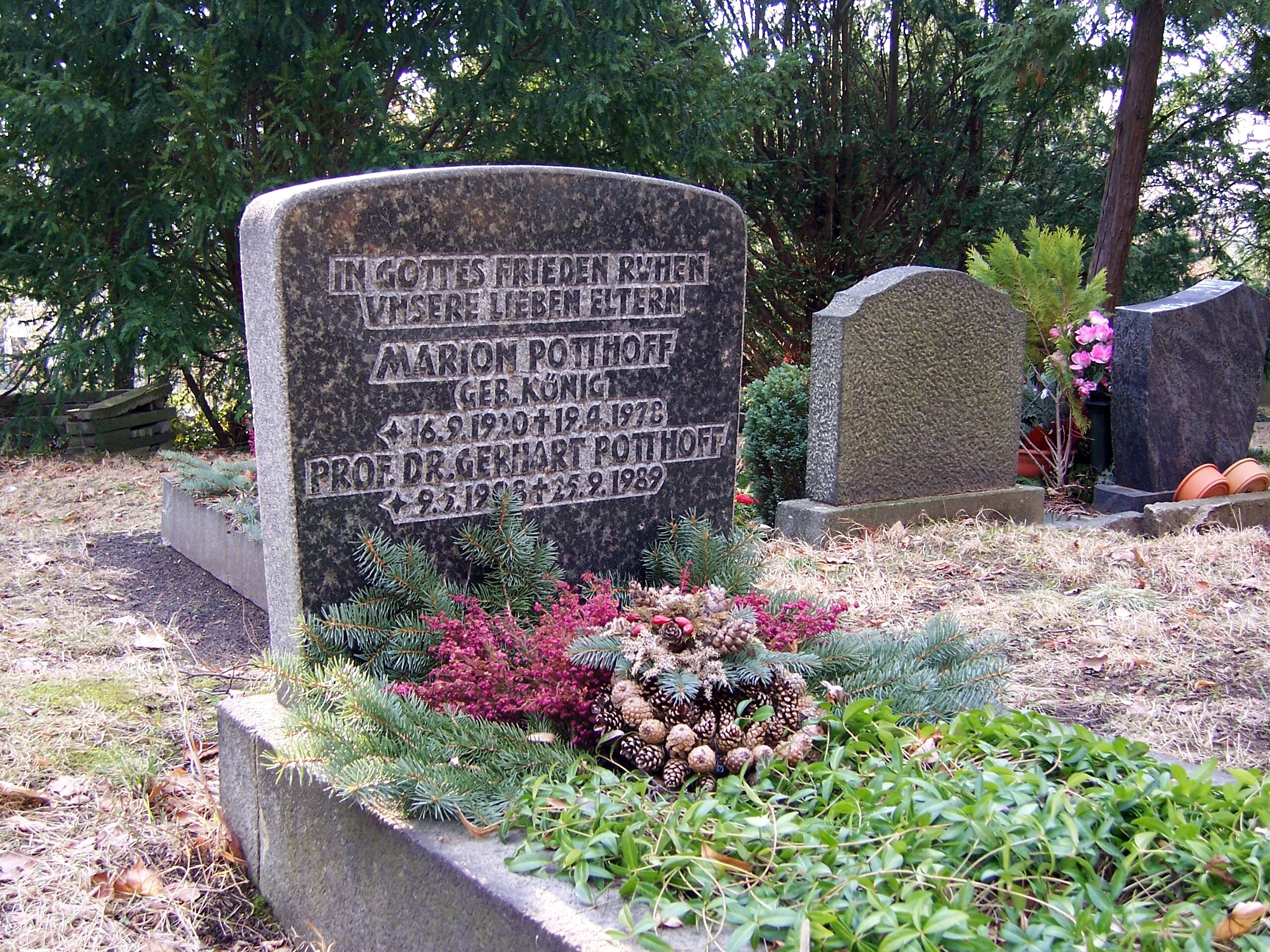
Grab von Gerhart Potthoff auf dem St.-Pauli-Friedhof in Dresden

Gerhart Potthoff wurde als Sohn eines evangelischen Pfarrers in Frankenthal geboren. Er besuchte die Volksschule in seinem Geburtsort und in Dresden und anschließend das Staatsgymnasium in Dresden-Neustadt. Von 1927 bis 1932 studierte er Bauingenieurwesen an der Technischen Hochschule Dresden und beendete dieses als Diplom-Ingenieur. Auf Grund seiner Neigung zum Eisenbahnwesen nahm er eine dreijährige Ausbildung zum Regierungsbaumeister bei der Deutschen Reichsbahn (Betriebsamt 3 der Reichsbahndirektion Dresden) auf. In dieser Eigenschaft war er auch am Umbau der Schmalspurstrecke Heidenau–Altenberg in eine Normalspurstrecke beteiligt.
Im Jahr 1938 schrieb er seine Dissertation zu „Fehler[n] bei den zeichnerischen Fahrzeitermittlungen“ an der TH Berlin-Charlottenburg. Die ersten größeren Veröffentlichungen stammen aus der Zeit seiner Arbeit als Neubau- und Betriebsdezernent bei der Reichsbahndirektion Oppeln. Sie befassten sich vor allem mit Problemen der Rangiertechnik, des Zusammenstoßes von Eisenbahnwagen und der Durchlassfähigkeit sowie des Betriebsablaufes auf Eisenbahnknoten und Eisenbahnstrecken. 1942 folgte die Habilitation zur Bemessung der Bergleistungen an Ablaufanlagen, ebenfalls an der TH Berlin-Charlottenburg.
Nach dem Ende des Zweiten Weltkrieges – aus sowjetischer Kriegsgefangenschaft wurde er 1949 entlassen – und einer kurzen Laufbahn als Prüfstatiker an der Reichsbahndirektion Dresden wurde Gerhart Potthoff 1950 zum Professor mit Lehrstuhl für Betriebstechnik der Verkehrsmittel berufen. Maßgeblich setzte er sich für den Aufbau der Fakultät für Verkehrswissenschaften an der TH Dresden ein und betrieb die Verselbstständigung dieser Fakultät zur Hochschule für Verkehrswesen.
1955 wurde Potthoff an der HfV vertretungsweise zum Prorektor für Forschungsangelegenheiten sowie zum Dekan der Fakultät für Verkehrsbauwesen ernannt. Am 1. November 1956 wurde er zum Institutsdirektor des Instituts für Eisenbahnbetriebstechnik ernannt. Im Juni 1957 wurde er in die neu geschaffene Sektion für Verkehrswesen an der Deutschen Akademie der Wissenschaften berufen.
1962 wurde Potthoff zum Dekan der Fakultät Verkehrstechnik der HfV ernannt. Unter seiner Leitung wurde am 1. September 1963 ein Institut für Eisenbahnbetriebstechnik eingerichtet. Am 5. September 1965 wurde ihm die Ehrendoktorwürde in Anerkennung seiner Verdienste um die Entwicklung der verkehrswissenschaftlichen Lehre und Forschung durch die Technische Universität für Bau- und Verkehrswesen Budapest verliehen. Im September 1968 wurde er zum Direktor der Sektion Technische Verkehrskybernetik ernannt.
An der Hochschule für Verkehrswesen begründete Potthoff die Dresdner Schule, die sich durch neue Betrachtungsweisen des Betriebsablaufes auf Schienenstrecken auszeichnete. Bereits Ende der 1950er Jahre entstand – neben zahlreichen Veröffentlichungen – sein als Hochschullehrbuch konzipiertes Hauptwerk Verkehrsströmungslehre in fünf Bänden. Dessen ständige Aktualisierung, Überarbeitung und Ergänzung und seine zahlreichen weiteren wissenschaftlichen Werke brachte ihm auch international Anerkennung ein.
Potthoff wurde zum 31. August 1973 emeritiert und arbeitete bis zu seinem Tod wissenschaftlich.
Gerhart Potthoff war in fast vierzigjähriger Ehe verheiratet mit Marion, geb. König (1920–1978) und hatte mit ihr zwei Kinder. Er starb im Jahr 1989. Sein Grab befindet sich auf dem St.-Pauli-Friedhof in Dresden. Seinen wissenschaftlichen Nachlass, bestehend aus 250 Aktentiteln und einer Fachbibliothek von etwa 800 Bänden schenkten seine Erben 1992 der Hochschule für Verkehrswesen. Er wird heute im Universitätsarchiv der Technischen Universität Dresden aufbewahrt und ist öffentlich zugänglich.

## Ehrungen und Auszeichnungen
- Am 12. Juni 1955, dem Tag des deutschen Eisenbahners, wurde er ihm der Ehrentitel Verdienter Eisenbahner der Deutschen Demokratischen Republik verliehen.[3]

- Am 7. Oktober 1963 wurde ihm anlässlich des Tages der Republik der Vaterländische Verdienstorden in Bronze verliehen.[4]
- Im September 1976 wurde er zum Ehrenmitglied des Ungarischen Verkehrswissenschaftlichen Vereins ernannt.[5]
- Zu seinem 70. Geburtstag fand am 10. Mai 1978 ein Ehrenkolloquium an der HfV abgehalten. Für seine Verdienste um die Entwicklung der Hochschule verlieh ihm deren Wissenschaftlicher Rat die Würde des „Ehrenmitglieds des Senats des Wissenschaftlichen Rates“.[7]
- Der Hauptbau der heutigen Fakultät Verkehrswissenschaften „Friedrich List“ an der Technischen Universität Dresden trägt seit 1993 seinen Namen.
- Die Straße am Güterverkehrszentrum am Bahnhof Dresden-Friedrichstadt trägt heute den Namen Potthoffstraße.

## Werke (Auswahl)
- 1952: Streckenausbau und Fahrplan
- 1958: Die Grundzüge des Eisenbahnbetriebes (wurde später 1. Band der Verkehrsströmungslehre)
- 1962–1980: Verkehrsströmungslehre (5 Bände)
- 1965: Die Bedienungstheorie im Verkehrswesen
- 1979: Die Eisenbahn – Fahren und Leiten